# Месне лорд
Месне лорд (англ. mesne lord [miːn]) — лорд у феодальній системі, який мав васалів, які володіли землею, але сам був васалом вищого лорда. Завдяки Quia Emptores технічно концепція месного володарства існує досі: поділ володаря садиби між співспадкоємцями, що створює месне лордство.
В англійському суді в 1863 році було стверджено, що «володар маєтку Месне платить ренту вищому лорду, і ця рента дає йому право отримувати основну ренту з певних ферм».
Месн лорд не володів землею безпосередньо короля, тобто він не був головним орендарем. Його субфеодальний маєток у Священній Римській імперії називався «месним маєтком» або Афтерлехен. Традиційно він є лордом маєтку, який володіє землею від вищого лорда і який зазвичай здає частину землі орендареві. Таким чином, він був проміжним або «середнім» орендарем, статус якого відображено в давньофранцузькому слові mesne сучасною французькою мовою moyen.
Меснське панування Поттера Ньютона, ймовірно, у 1166 році належало Герберту де Арче. Меснські лорди продовжували існувати після скасування будь-якої подальшої субфеодації статутом Квіа Емпторес (1290). Проте з часом і втратою записів (за винятком колишніх копігольдських земель) сталося припущення, що більша частина землі належала безпосередньо Короні.
Титул месного лорда залишався юридичною особою протягом усього ХІХ століття; у 1815 році в Encyclopaedia Londinensiss записано, що «лорд Месне є власником садиби і в силу цього має орендарів, які володіють ним платою, а також копією судового списку; і все ж він вважає себе вищим лордом, якого називають Лордом Верховним». Однак заборгованість у спадкоємців месних лордів була скасована Законом про управління маєтками 1925 року.